# Оператор Лапласа
Опера́тор Лапла́са (лапласиа́н, оператор дельта) — дифференциальный оператор, действующий в линейном пространстве гладких функций и обозначаемый символом {\displaystyle \ \Delta }. Функции {\displaystyle F\ } он ставит в соответствие функцию
{\displaystyle \Delta F={\partial ^{2}F \over \partial x_{1}^{2}}+{\partial ^{2}F \over \partial x_{2}^{2}}+\ldots +{\partial ^{2}F \over \partial x_{n}^{2}}}
в n-мерном пространстве.
Оператор Лапласа эквивалентен последовательному взятию операций градиента и дивергенции: {\displaystyle \Delta =\operatorname {div} \,\operatorname {grad} }, таким образом, значение оператора Лапласа в точке может быть истолковано как плотность источников (стоков) потенциального векторного поля {\displaystyle \ \operatorname {grad} F} в этой точке. В декартовой системе координат оператор Лапласа часто обозначается следующим образом {\displaystyle \Delta =\nabla \cdot \nabla =\nabla ^{2}}, то есть в виде скалярного произведения оператора набла на себя. Оператор Лапласа симметричен.

## Другое определение оператора Лапласа
Оператор Лапласа является естественным обобщением на функции нескольких переменных обычной второй производной функции одной переменной. В самом деле, если функция {\displaystyle \ f(x)} имеет в окрестности точки {\displaystyle \ x_{0}} непрерывную вторую производную {\displaystyle \ f''(x)}, то, как это следует из формулы Тейлора
{\displaystyle \ f(x_{0}+r)=f(x_{0})+rf'(x_{0})+{\frac {r^{2}}{2}}f''(x_{0})+o(r^{2}),} при {\displaystyle r\to 0,},
{\displaystyle \ f(x_{0}-r)=f(x_{0})-rf'(x_{0})+{\frac {r^{2}}{2}}f''(x_{0})+o(r^{2}),} при {\displaystyle r\to 0,}
вторая производная есть предел
{\displaystyle \ f''(x_{0})=\lim \limits _{r\to 0}{\frac {2}{r^{2}}}\left\{{\frac {f(x_{0}+r)+f(x_{0}-r)}{2}}-f(x_{0})\right\}.}
Если, переходя к функции {\displaystyle \ F} от {\displaystyle \ k} переменных, поступить таким же образом, то есть для заданной точки {\displaystyle M_{0}(x_{1}^{0},x_{2}^{0},...,x_{k}^{0})} рассматривать её {\displaystyle \ k} -мерную шаровую окрестность {\displaystyle \ Q_{r}} радиуса {\displaystyle \ r} и разность между средним арифметическим
{\displaystyle \ {\frac {1}{\sigma (S_{r})}}\int \limits _{S_{r}}Fd\sigma }
функции {\displaystyle \ F} на границе {\displaystyle \ S_{r}} такой окрестности с площадью границы {\displaystyle \ \sigma (S_{r})} и значением {\displaystyle \ F(M_{0})} в центре этой окрестности {\displaystyle \ M_{0}}, то в случае непрерывности вторых частных производных функции {\displaystyle \ F} в окрестности точки {\displaystyle \ M_{0}} значение лапласиана {\displaystyle \ \Delta F} в этой точке есть предел
{\displaystyle \ \Delta F(M_{0})=\lim \limits _{r\to 0}{\frac {2k}{r^{2}}}\left\{{\frac {1}{\sigma (S_{r})}}\int \limits _{S_{r}}F(M)d\sigma -F(M_{0})\right\}.}
Одновременно с предыдущим представлением для оператора Лапласа функции {\displaystyle \ F}, имеющей непрерывные вторые производные, справедлива формула
{\displaystyle \ \Delta F(M_{0})=\lim \limits _{r\to 0}{\frac {2(k+2)}{r^{2}}}\left\{{\frac {1}{\omega (Q_{r})}}\int \limits _{Q_{r}}F(M)d\omega -F(M_{0})\right\},} где {\displaystyle \ \omega (Q_{r})} — объём окрестности {\displaystyle \ Q_{r}.}
Эта формула выражает непосредственную связь лапласиана функции с её объёмным средним в окрестности данной точки.
Доказательство этих формул можно найти, например, в.
Вышеизложенные пределы, во всех случаях, когда они существуют, могут служить определением оператора Лапласа функции {\displaystyle \ F.} Такое определение предпочтительнее обычного определения лапласиана, предполагающего существование вторых производных рассматриваемых функций, и совпадает с обычным определением в случае непрерывности этих производных.

## Выражения для оператора Лапласа в различных криволинейных системах координат
В произвольных ортогональных криволинейных координатах в трёхмерном пространстве {\displaystyle q_{1},\ q_{2},\ q_{3}}:
{\displaystyle \Delta f(q_{1},\ q_{2},\ q_{3})=\operatorname {div} \,\operatorname {grad} \,f(q_{1},\ q_{2},\ q_{3})=}
{\displaystyle ={\frac {1}{H_{1}H_{2}H_{3}}}\left[{\frac {\partial }{\partial q_{1}}}\left({\frac {H_{2}H_{3}}{H_{1}}}{\frac {\partial f}{\partial q_{1}}}\right)+{\frac {\partial }{\partial q_{2}}}\left({\frac {H_{1}H_{3}}{H_{2}}}{\frac {\partial f}{\partial q_{2}}}\right)+{\frac {\partial }{\partial q_{3}}}\left({\frac {H_{1}H_{2}}{H_{3}}}{\frac {\partial f}{\partial q_{3}}}\right)\right],}
где {\displaystyle H_{i}\ } — коэффициенты Ламе.

### Цилиндрические координаты
В цилиндрических координатах вне прямой {\displaystyle \ r=0}:
{\displaystyle \Delta f={1 \over r}{\partial  \over \partial r}\left(r{\partial f \over \partial r}\right)+{\partial ^{2}f \over \partial z^{2}}+{1 \over r^{2}}{\partial ^{2}f \over \partial \varphi ^{2}}}

### Сферические координаты
В сферических координатах вне начала отсчёта (в трёхмерном пространстве):
{\displaystyle \Delta f={1 \over r^{2}}{\partial  \over \partial r}\left(r^{2}{\partial f \over \partial r}\right)+{1 \over r^{2}\sin \theta }{\partial  \over \partial \theta }\left(\sin \theta {\partial f \over \partial \theta }\right)+{1 \over r^{2}\sin ^{2}\theta }{\partial ^{2}f \over \partial \varphi ^{2}}}
или
{\displaystyle \Delta f={1 \over r}{\partial ^{2} \over \partial r^{2}}\left(rf\right)+{1 \over r^{2}\sin \theta }{\partial  \over \partial \theta }\left(\sin \theta {\partial f \over \partial \theta }\right)+{1 \over r^{2}\sin ^{2}\theta }{\partial ^{2}f \over \partial \varphi ^{2}}.}
В случае если {\displaystyle \ f=f(r)} в n-мерном пространстве:
{\displaystyle \Delta f={d^{2}f \over dr^{2}}+{n-1 \over r}{df \over dr}.}

### Параболические координаты
В параболических координатах (в трёхмерном пространстве) вне начала отсчёта:
{\displaystyle \Delta f={\frac {1}{\sigma ^{2}+\tau ^{2}}}\left[{\frac {1}{\sigma }}{\frac {\partial }{\partial \sigma }}\left(\sigma {\frac {\partial f}{\partial \sigma }}\right)+{\frac {1}{\tau }}{\frac {\partial }{\partial \tau }}\left(\tau {\frac {\partial f}{\partial \tau }}\right)\right]+{\frac {1}{\sigma ^{2}\tau ^{2}}}{\frac {\partial ^{2}f}{\partial \varphi ^{2}}}}

### Цилиндрические параболические координаты
В координатах параболического цилиндра вне начала отсчёта:
{\displaystyle \Delta F(u,v,z)={\frac {1}{c^{2}(u^{2}+v^{2})}}\left[{\frac {\partial ^{2}F}{\partial u^{2}}}+{\frac {\partial ^{2}F}{\partial v^{2}}}\right]+{\frac {\partial ^{2}F}{\partial z^{2}}}.}

### Общие криволинейные координаты иримановы пространства
Пусть на гладком многообразии {\displaystyle X} задана локальная система координат и {\displaystyle g_{ij}} — риманов метрический тензор на {\displaystyle X}, то есть метрика имеет вид
{\displaystyle ds^{2}=\sum _{i,j=1}^{n}g_{ij}dx^{i}dx^{j}} .
Обозначим через {\displaystyle g^{ij}} элементы матрицы {\displaystyle (g_{ij})^{-1}} и
{\displaystyle g=\operatorname {det} g_{ij}=(\operatorname {det} g^{ij})^{-1}}.
Дивергенция векторного поля {\displaystyle F}, заданного координатами {\displaystyle F^{i}} (и представляющего дифференциальный оператор первого порядка {\displaystyle \sum _{i}F^{i}{\frac {\partial }{\partial x^{i}}}}) на многообразии X вычисляется по формуле
{\displaystyle \operatorname {div} F={\frac {1}{\sqrt {g}}}\sum _{i=1}^{n}{\frac {\partial }{\partial x^{i}}}({\sqrt {g}}F^{i})},
а компоненты градиента функции f — по формуле
{\displaystyle (\nabla f)^{j}=\sum _{i=1}^{n}g^{ij}{\frac {\partial f}{\partial x^{i}}}.}
Оператор Лапласа — Бельтрами на {\displaystyle X}:
{\displaystyle \Delta f=\operatorname {div} (\nabla f)={\frac {1}{\sqrt {g}}}\sum _{i=1}^{n}{\frac {\partial }{\partial x^{i}}}{\Big (}{\sqrt {g}}\sum _{k=1}^{n}g^{ik}{\frac {\partial f}{\partial x^{k}}}{\Big )}.}
Значение {\displaystyle \Delta f} является скаляром, то есть не изменяется при преобразовании координат.

## Применение
С помощью данного оператора удобно записывать уравнения Лапласа, Пуассона и волновое уравнение. В физике оператор Лапласа применим в электростатике и электродинамике, квантовой механике, во многих уравнениях физики сплошных сред, а также при изучении равновесия мембран, плёнок или поверхностей раздела фаз с поверхностным натяжением (см. Лапласово давление), в стационарных задачах диффузии и теплопроводности, которые сводятся, в непрерывном пределе, к обычным уравнениям Лапласа или Пуассона или к некоторым их обобщениям.

## Вариации
- Оператор Д’Аламбера — обобщение оператора Лапласа для гиперболических уравнений. Включает в себя вторую производную по времени.
- Векторный оператор Лапласа — обобщение оператора Лапласа на случай векторного аргумента.